# Alkinoe
Alkinoe (gr. 'Αλκινοη) – w mitologii greckiej żona Polybosa z Koryntu.
Alkinoe mieszkała w Koryncie wraz ze swym mężem Polibosem oraz ich dziećmi.
Mit opowiada o tym, jak Alkinoe sprowokowała go gniewu Atenę. Otóż Alkinoe wynajęła robotnicę do przędzenia. Kobieta ta wykonała zleconą sobie pracę. Alkinoe wtedy nie zgodziła się na wypłatę wynagrodzenia za wykonaną pracę, na które się wcześniej umówiły. W efekcie prządka przeklęła Alkinoe, zarazem powołując Atenę, patronkę i opiekunkę swego zawodu, na świadka. Córka Zeusa usłyszała wołanie prządki i zesłała na Alkinoe karę w postaci szału. Z jej woli Alkinoe zaczęła odczuwać namiętność do Ksantosa, mężczyzny przybyłego z Samos. Idąc za głosem serca, porzuciła małżonka oraz potomstwo, jakie z nim miała. Udała się za Ksantosem. Podczas podróży morskiej zesłane przez Atenę opętanie minęło i Alkinoe uprzytomniła sobie swe położenie. Wpadła wtedy w rozpacz. Wykrzykując imiona małżonka i ich dzieci, popełniła samobójstwo poprzez rzucenie się do morza.